# Sci alpino ai XXII Giochi olimpici invernali - Supercombinata femminile
Tra le competizioni dello Sci alpino ai XXII Giochi olimpici invernali di Soči 2014 la supercombinata femminile si è disputata il 10 febbraio sulla pista Roza Chutor di Krasnaja Poljana. La tedesca Maria Riesch ha vinto la medaglia d'oro davanti all'austriaca Nicole Hosp, medaglia d'argento, e alla statunitense Julia Mancuso, medaglia di bronzo.
Detentrice del titolo di campionessa olimpica uscente era la stessa Riesch, che aveva vinto a Vancouver 2010 (in Canada) sul tracciato di Whistler precedendo ancora la Mancuso (medaglia d'argento) e la svedese Anja Pärson (medaglia di bronzo).

## Risultati
| Pos. | N. | Atleta                  | Nazione     | Tempo 1ª manche | Pos. 1ª manche | Tempo 2ª manche | Pos. 2ª manche | Tempo totale | Distacco |
| ---- | -- | ----------------------- | ----------- | --------------- | -------------- | --------------- | -------------- | ------------ | -------- |
| 1    | 20 | Maria Riesch            | Germania    | 1:43,72         | 5              | 50,90           | 3              | 2:34,62      |          |
| 2    | 16 | Nicole Hosp             | Austria     | 1:43,95         | 8              | 51,07           | 4              | 2:35,02      | +0,40    |
| 3    | 22 | Julia Mancuso           | Stati Uniti | 1:42,68         | 1              | 52,47           | 13             | 2:35,15      | +0,53    |
| 4    | 17 | Tina Maze               | Slovenia    | 1:43,54         | 3              | 51,71           | 7              | 2:35,25      | +0,63    |
| 5    | 8  | Dominique Gisin         | Svizzera    | 1:44,01         | 10             | 52,11           | 11             | 2:36,12      | +1,50    |
| 6    | 9  | Ragnhild Mowinckel      | Norvegia    | 1:44,28         | 12             | 51,87           | 8              | 2:36,15      | +1,53    |
| 7    | 18 | Michaela Kirchgasser    | Austria     | 1:45,72         | 23             | 50,69           | 2              | 2:36,41      | +1,79    |
| 8    | 11 | Anna Fenninger          | Austria     | 1:43,67         | 4              | 52,77           | 14             | 2:36,44      | +1,82    |
| 9    | 23 | Šárka Záhrobská         | Rep. Ceca   | 1:46,51         | 25             | 50,10           | 1              | 2:36,61      | +1,99    |
| 10   | 13 | Maruša Ferk             | Slovenia    | 1:44,87         | 17             | 52,02           | 10             | 2:36,89      | +2,27    |
| 11   | 25 | Federica Brignone       | Italia      | 1:45,68         | 22             | 51,94           | 9              | 2:37,62      | +3,00    |
| 12   | 12 | Denise Feierabend       | Svizzera    | 1:46,03         | 24             | 51,68           | 6              | 2:37,71      | +3,09    |
| 13   | 15 | Sara Hector             | Svezia      | 1:46,54         | 26             | 51,31           | 5              | 2:37,85      | +3,23    |
| 14   | 4  | Elena Jakovišina        | Russia      | 1:44,91         | 19             | 53,97           | 16             | 2:38,88      | +4,26    |
| 15   | 35 | Greta Small             | Australia   | 1:47,99         | 29             | 52,31           | 12             | 2:40,30      | +5,68    |
| 16   | 36 | Edit Miklós             | Ungheria    | 1:44,32         | 13             | 57,29           | 19             | 2:41,61      | +6,99    |
| 17   | 32 | Karolina Chrapek        | Polonia     | 1:47,28         | 28             | 54,52           | 17             | 2:41,80      | +7,18    |
| 18   | 31 | Mireia Gutiérrez        | Andorra     | 1:49,04         | 32             | 53,26           | 15             | 2:42,30      | +7,68    |
| 19   | 33 | Klára Křížová           | Rep. Ceca   | 1:44,89         | 18             | 57,51           | 20             | 2:42,40      | +7,78    |
| 20   | 24 | Macarena Simari Birkner | Argentina   | 1:48,87         | 31             | 55,06           | 18             | 2:43,93      | +9,31    |
| 21   | 34 | Anna Berecz             | Ungheria    | 1:50,28         | 33             | 58,41           | 21             | 2:48,69      | +14,07   |
| 22   | 39 | Ania Monica Caill       | Romania     | 1:51,91         | 34             | 1:02,04         | 22             | 2:53,95      | +19,33   |
|      | 10 | Lara Gut                | Svizzera    | 1:43,15         | 2              | DNF             | DNF            | DNF          | DNF      |
|      | 7  | Lotte Smiseth Sejersted | Norvegia    | 1:43,85         | 6              | DNF             | DNF            | DNF          | DNF      |
|      | 19 | Elisabeth Görgl         | Austria     | 1:43,89         | 7              | DNF             | DNF            | DNF          | DNF      |
|      | 1  | Francesca Marsaglia     | Italia      | 1:43,96         | 9              | DNF             | DNF            | DNF          | DNF      |
|      | 28 | Ilka Štuhec             | Slovenia    | 1:44,26         | 11             | DNF             | DNF            | DNF          | DNF      |
|      | 27 | Leanne Smith            | Stati Uniti | 1:45,06         | 20             | DNF             | DNF            | DNF          | DNF      |
|      | 21 | Marie-Michèle Gagnon    | Canada      | 1:45,39         | 21             | DNF             | DNF            | DNF          | DNF      |
|      | 26 | Jana Gantnerová         | Slovacchia  | 1:47,24         | 27             | DNF             | DNF            | DNF          | DNF      |
|      | 37 | Kristina Saalová        | Slovacchia  | 1:48,21         | 30             | DNF             | DNF            | DNF          | DNF      |
|      | 29 | Elena Fanchini          | Italia      | 1:44,45         | 14             | DNS             | DNS            | DNS          | DNS      |
|      | 2  | Daniela Merighetti      | Italia      | 1:44,64         | 15             | DNS             | DNS            | DNS          | DNS      |
|      | 5  | Chemmy Alcott           | Regno Unito | 1:44,83         | 16             | DNS             | DNS            | DNS          | DNS      |
|      | 3  | Marianne Abderhalden    | Svizzera    | DNF             | DNF            | DNF             | DNF            | DNF          | DNF      |
|      | 6  | Noelle Barahona         | Cile        | DNF             | DNF            | DNF             | DNF            | DNF          | DNF      |
|      | 14 | Laurenne Ross           | Stati Uniti | DNF             | DNF            | DNF             | DNF            | DNF          | DNF      |
|      | 30 | Stacey Cook             | Stati Uniti | DNF             | DNF            | DNF             | DNF            | DNF          | DNF      |
|      | 38 | Alexandra Coletti       | Monaco      | DNF             | DNF            | DNF             | DNF            | DNF          | DNF      |

Legenda:

DNF = prova non completata

DNS = non partita

Data: martedì 10 febbraio 2014

1ª manche:

Ore: 11.00 (UTC+3)

Pista: Roza Chutor

Partenza: 1 755 m s.l.m.

Arrivo: 965 m s.l.m.

Lunghezza: 2 713 m

Dislivello: 790 m

Tracciatore: Markus Mayr (FIS)

2ª manche:

Ore: 15.00 (UTC+3)

Pista: Roza Chutor

Partenza: 

Arrivo: 

Dislivello: 

Tracciatore: Alois Prenn (Svizzera)